# Murtin-et-Bogny

Murtin-et-Bogny este o comună în departamentul Ardennes din nordul Franței. În 1 ianuarie 2022 avea o populație de 175 de locuitori.